# Anosia cometho
Anosia cometho är en fjärilsart som beskrevs av Frederick DuCane Godman och Osbert Salvin. Anosia cometho ingår i släktet Anosia och familjen praktfjärilar. Inga underarter finns listade i Catalogue of Life.